# Noni Madueke
Chukwunonso Tristan „Noni“ Madueke (* 10. März 2002 in London) ist ein englischer Fußballspieler. Der Flügelspieler steht seit Juli 2025 beim FC Arsenal unter Vertrag und ist seit September 2024 englischer Nationalspieler.

## Karriere

### Verein
Madueke entstammt den Jugendmannschaften der Londoner Klubs Crystal Palace und Tottenham Hotspur, die U16 Tottenhams führte er als Mannschaftskapitän an. Im Sommer 2018 wechselte der 16-jährige Engländer in die Niederlande zur PSV Eindhoven. Dort erhielt er einen Dreijahresvertrag und schlug unter anderem ein Angebot von Manchester United aus. Mit der U19 Eindhovens spielte Madueke in der UEFA Youth League, schied mit ihr jedoch in der Gruppenphase aus.
Ein Jahr später wurde der Flügelstürmer in die Jong PSV genannte zweite Mannschaft integriert und absolvierte in der zweitklassigen Eerste Divisie seine ersten Spiele im Herrenbereich. Für die erste Herrenmannschaft saß er beim 4:0 gegen Apollon Limassol in der Europa-League-Qualifikation im August 2019 auf der Bank und kam für das Team zu Beginn der Hinrunde erstmals in der Eredivisie zum Einsatz.
Im Januar 2023 wechselte Madueke in die Premier League zum FC Chelsea. Er unterschrieb einen Vertrag bis zum 30. Juni 2030 mit der Option auf ein weiters Jahr. Im Juli 2025 wechselte er zum FC Arsenal.

## Nationalmannschaft
Madueke durchlief von 2017 bis 2019 die englischen Nachwuchsnationalmannschaften von der U15 bis zur U18. Mit Englands U17 nahm er 2019 an der U17-Europameisterschaft in Irland teil, schied mit der Mannschaft aber bereits in der Gruppenphase aus. Nachdem er zunächst in der U19 und U20 nicht mehr zum Einsatz kam, ist er seit Anfang 2021 in der U21-Nationalmannschaft aktiv. Dort debütierte er bei der U21-Europameisterschaft 2021, bei der er bis zum vorzeitigen Ausscheiden in der Gruppenphase ein Spiel bestritt. 2023 nahm er mit der Mannschaft erneut an der Europameisterschaft teil und wurde dort nach einem Sieg im Finale gegen Spanien Europameister, wobei er selbst in allen sechs Turnierspielen zum Einsatz kam.

## Titel
- Niederländischer Pokalsieger: 2022
- Niederländischer Supercupsieger: 2022
- Conference-League-Sieger: 2025
- U21-Europameister: 2023

## Privates
Madueke hat nigerianische Wurzeln.